# Abingdon Boys School (album)
Abingdon Boys School (stylizowane na "abingdon boys school") – debiutowy własny album rockowego zespołu japońskiego Abingdon Boys School.

## Lista utworów
Wszystkie teksty zostały napisane przez Takanoriego Nishikawę, a muzyka skomponowana przez Hiroshiego Shibasakiego, chyba że zostało podane inaczej.
1. "As One" – 3:44
2. "HOWLING -INCH UP-" – 4:40
3. "Via Dolorosa" – 5:01
4. "INNOCENT SORROW" – 4:17
5. "DOWN TO YOU" – 4:45
6. "Athena" (jap. アテナ) – 4:51
7. "stay away" – 4:03
8. "Nephilim" – 4:23
9. "LOST REASON" (ft. MICRO z HOME MADE 家族, Nishikawa/Micro) – 5:17
10. "DESIRE" – 5:17
11. "Dress" (jap. ドレス, Sakurai/Hideki, cover, oryginał wykonywali Buck-Tick) – 6:41
12. "ReBirth+ReVerse" (muzyka: Toshiuku Kishi) – 7:03

## Wykonawcy uczestniczący
- Kouji Hasegawa – perkusja (1-9, 11)
- Hirai Naoki – perkusja (10)
- Ikuo – gitara basowa (1-9, 11)
- Takamune Negishi –  gitara basowa (10)
- MICRO – MC (9)
- Lynne Hobday – żeński głos (2,5)

## Rankingi
| Pn. | Wt. | Śr. | Cz. | Pt. | Sb. | Nd. | Tygodniowy | Sprzedaż |
| --- | --- | --- | --- | --- | --- | --- | ---------- | -------- |
| -   | 2   | 2   | 2   | 3   | 4   | 4   | 2          | 50,014   |
| x   | x   | x   | x   | x   | x   | x   | 16         | 12,219   |
| x   | x   | x   | x   | x   | x   | x   | 30         | 5,261    |
| x   | x   | x   | x   | x   | x   | x   | 72         | 2,302    |

Całkowita odnotowana sprzedaż: 69,796